# Geiserich
Geiserich  nebo Genseric (389? okolí Balatonu – 25. ledna 477 Kartágo) byl král Vandalů a Alanů v letech 428–477 a jedna z klíčových postav doby stěhování národů. Za jeho vlády se kmen Vandalů ocitl mezi mocnými politickými hybateli tehdejší Evropy.

## Život
Geiserich (jméno může znamenat Caesar-král nebo také kopí-král) byl nemanželský syn krále Godigisela a narodil se někdy kolem roku 389 u jezera Balaton. Po Godigiselovi se stal králem Geiserichův nevlastní bratr Gunderich, a když v roce 428 zemřel, nastoupil Geiserich na otcův trůn. Vandalové v té době sídlili v dnešní Andalúsii (která po nich přijala své jméno), kam se přesunuli v roce 406 spolu s Alany a Svéby.

### Dobyvatel
Geiserich se brzy ukázal jako schopný a silný panovník, který je schopen být Římanům aktivním politickým a vojenským protihráčem. Vandalové trpěli útoky Vizigótů, a proto se Geiserich rozhodl přesunout kmen na jih, do severní Afriky. Vandalská říše měla od roku 419, kdy porazila Římany u Brakary, i loďstvo, které ohrožovalo především severoafrické pobřeží. V roce 429, kdy se Bonifatius, římský správce provincie Severní Afrika, dostal do sporu s římským senátem, Geiserich převezl na lodích 80 000 svých lidí do Afriky. (Někdy se dokonce a asi nesprávně uvažuje, že ho do Afriky pozval sám Bonifatius). Zde dokázal vojensky porazit římské vojsko a obsadit území dnešního Maroka a severního Alžírska.
Při obléhání Hippo Regia v roce 430 tam zemřel biskup sv. Augustin. Jediným významným městem, které nebylo Vandaly dobyto, zůstalo Kartágo. O rok později byl západořímský císař Valentinianus III. nucen uznat Geisericha jako krále nově získaných území, a tak vzniklo první nezávislé germánské království na území západořímské říše.
V roce 439 Geiserich získal i Kartágo a s ním velkou část římského loďstva kotvícího v jeho přístavu. Kartágo se stalo novým hlavním městem a rozrostlá flotila hlavní námořní silou ve Středomoří, díky které Vandalové obsadili Sicílii (v letech 440–442), Sardinii, Korsiku a Baleáry.

### Politik
V roce 442 Římané uznali vandalskou držbu Kartága, nezávislost vandalského království a jejich držbu i nad dosud římskou částí Alžíru.
Ve vnitřní politice nebyl Geiserich ač arián nábožensky příliš tolerantní, z politických důvodů pronásledoval také katolíky. Jeho blízcí poradci museli přestoupit na ariánství a katolíci i bohatí Římané, kteří se ariány nestali, byli znevýhodněni daňově a mnohým zabavil majetek.
V roce 455 byl císař Valentinianus III. zavražděn, trůn obsadil Petronius Maximus a donutil Valentiniánovu vdovu Eudoxii ke sňatku. Geiserich 31. května 455 přistál se svými muži v Itálii, protože předchozí smlouvu z roku 455 po uzurpaci trůnu považoval nadále za neplatnou. Před branami Říma byl požádán papežem Lvem I., aby neproléval krev obyvatel Říma, a když mu to Geiserich slíbil, byl vpuštěn dovnitř. Přesto Vandalové město 14 dní plundrovali a jejich jméno se v negativním významu přeneslo až do současnosti. Odnesli zlato, stříbro a další drahocennosti, jako rukojmí unesli lidi z bohatších rodin, za které požadovali výkupné, unesli i Eudoxii, vdovu po Valentiniánovi III., a její dcery, včetně Eudocie, která se stala manželkou Geiserichova syna Hunericha.
V roce 468 se obě části římského impéria spojily, aby si podmanily Geiserichovu říši a ukončily nájezdy jejích lodí. Tažení však nebylo úspěšné, východořímský císař Zenon uzavřel s Geiserichem v roce 475 mír. Středomoří Geiserich ovládal až do své smrti v roce 477.